# Galugnano
Galugnano is een plaats (frazione) in de Italiaanse gemeente San Donato di Lecce.

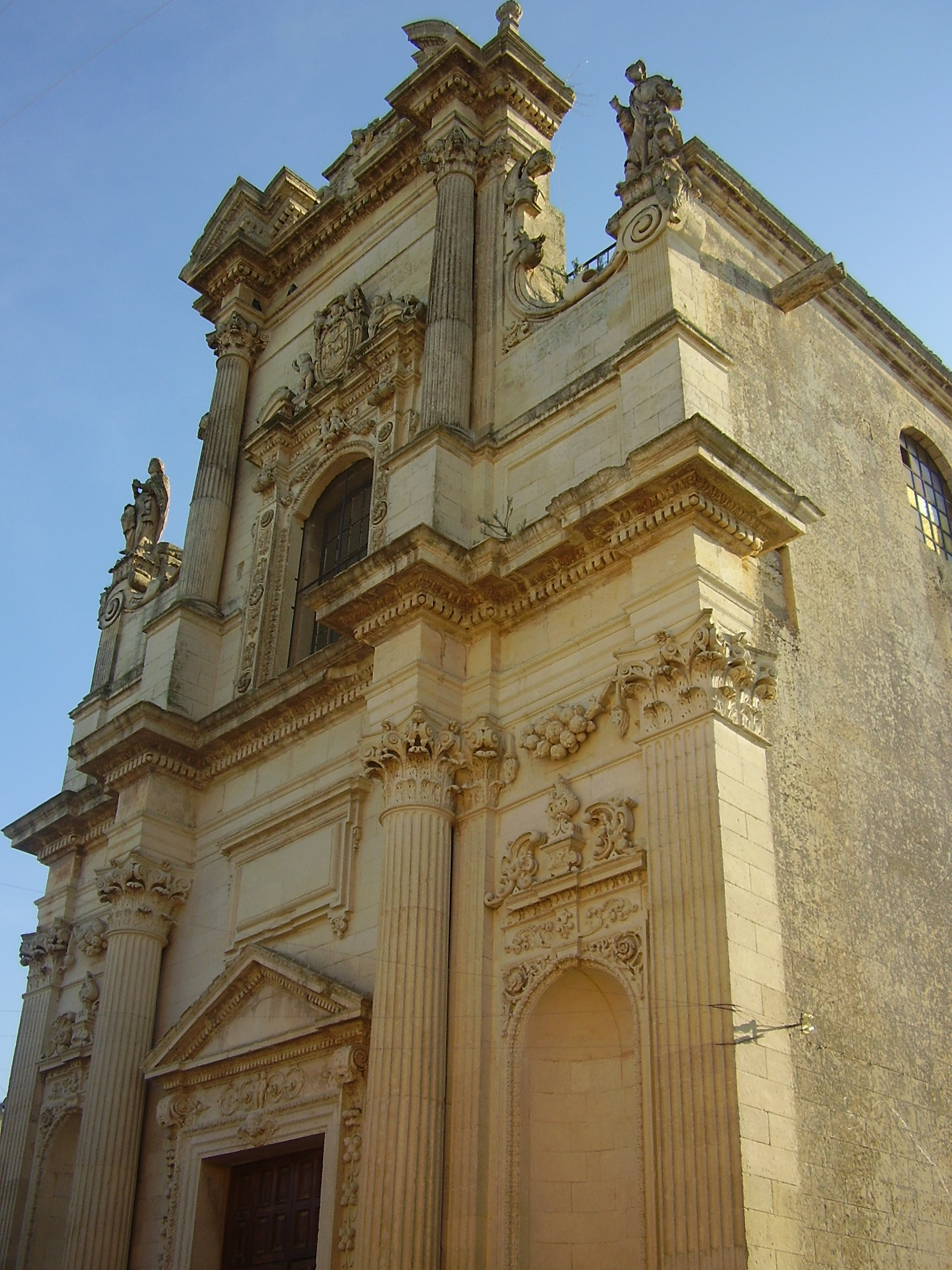
Kerk